# Breit

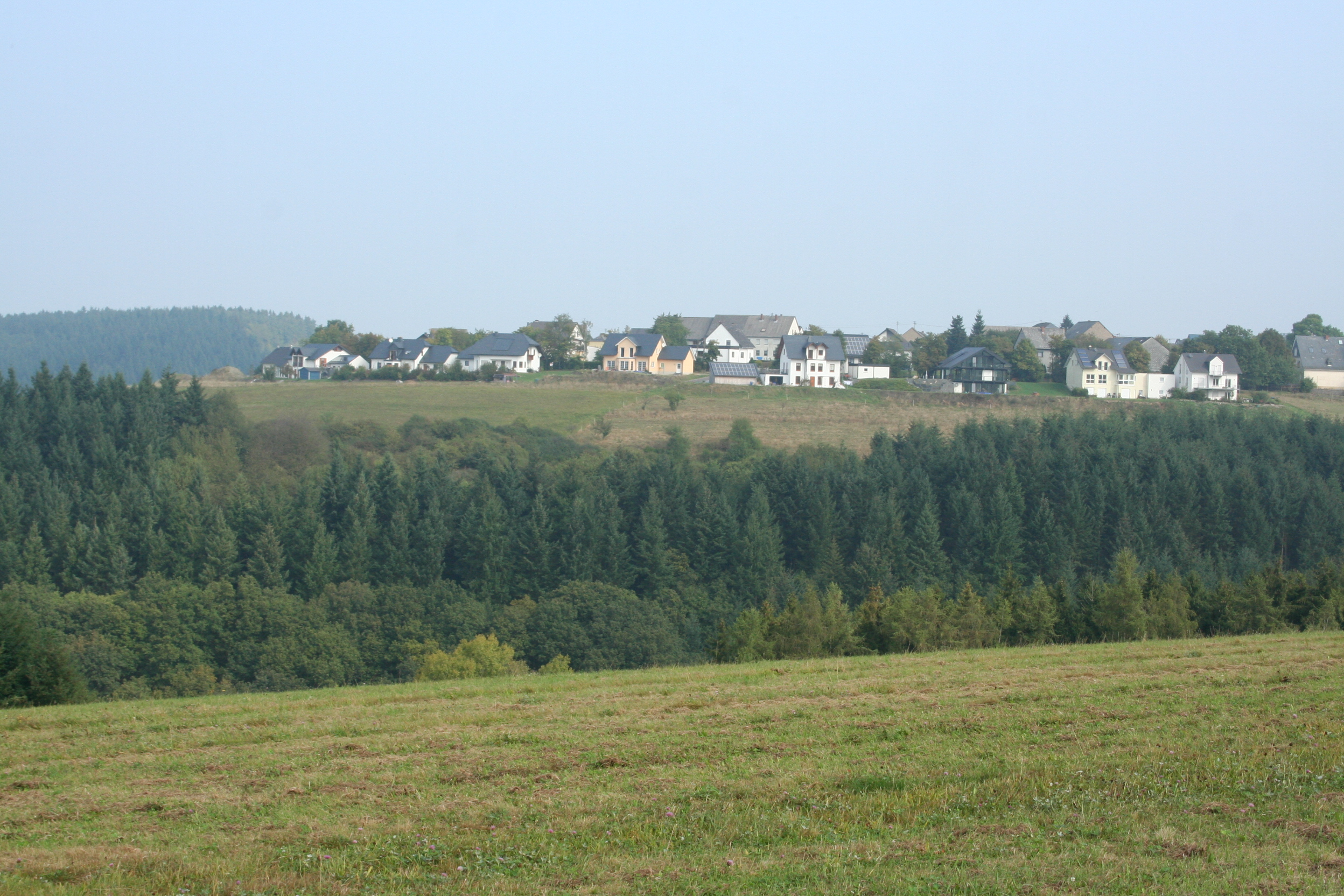
Breit

Breit ist eine Ortsgemeinde im Landkreis Bernkastel-Wittlich in Rheinland-Pfalz. Sie gehört der Verbandsgemeinde Thalfang am Erbeskopf an.

## Geographische Lage
Der Ort liegt im Hunsrück auf einer Bergkuppe rund 400 m ü. NHN und somit etwa 150 m über der Talsohle der Kleinen Dhron.
Nachbarorte von Breit sind die Ortsgemeinden Büdlich und Heidenburg im Norden, Berglicht im Nordosten, Schönberg im Südosten, sowie Naurath (Wald) im Südwesten.

## Geschichte
Urkundlich erscheint die Ortsgemeinde Breit erstmals (1231) im Namen des „Conrad von Breit“ (Breyt/Preyt) in einem Stück der Abtei St. Maximin von Anfang des 13. Jahrhunderts. Am 10. August 1374 beurkundete der Dechant von Decem, dass ein Streit zwischen der Abtei Maximin und den zum Hof Decem gehörenden Leuten aus Budelica, Breyt und Nuwilre (Naurath) beendet sei. In einer anderen Urkunde sind verschiedene Männer und Frauen von Breit (Broid) genannt, die exkommuniziert wurden, weil sie Land von der Abtei erhalten hatten und die erforderliche Zinszahlung nicht leisteten.
Bis zum Ende des 18. Jahrhunderts gehörte Breit zum kurtrierischen Amt Maximin und war dem Hochgericht Detzem zugeordnet. Nach der Französischen Revolution wurde 1794 das linke Rheinufer und damit auch Breit von Frankreich in Besitz genommen. Von 1798 bis 1814 gehörte der Ort zum Kanton Büdlich im Saardepartement (Departement de la Sarre).
Per Gesetz vom 26. März 1798 hoben die Franzosen die Feudalrechte in der Region auf. Nach der französischen Herrschaft kam der Ort 1815 zum Königreich Preußen im Landkreis Trier zur Bürgermeisterei Heidenburg und später zur Bürgermeisterei Bescheid. Seit 1946 ist er Teil von Rheinland-Pfalz. Breit gehört seit der Verwaltungsreform von 1969 zur Verbandsgemeinde Thalfang am Erbeskopf im Landkreis Bernkastel-Wittlich. Bis dahin zählte es zum Amt Klüsserath, welches im Zuge der Verwaltungsreform aufgelöst wurde.
Bevölkerungsentwicklung
Die Entwicklung der Einwohnerzahl von Breit, die Werte von 1871 bis 1987 beruhen auf Volkszählungen:
| Jahr | Einwohner |
| ---- | --------- |
| 1815 | 193       |
| 1835 | 258       |
| 1871 | 255       |
| 1905 | 215       |
| 1939 | 222       |
| 1950 | 220       |
| 1961 | 227       |

| Jahr | Einwohner |
| ---- | --------- |
| 1970 | 232       |
| 1980 | 247       |
| 1987 | 252       |
| 2005 | 282       |
| 2011 | 267       |
| 2017 | 281       |
| 2023 | 297       |

## Politik

### Gemeinderat
Der Gemeinderat in Breit besteht aus acht Ratsmitgliedern, die bei der Kommunalwahl am 9. Juni 2024 in einer Mehrheitswahl gewählt wurden, und dem ehrenamtlichen Ortsbürgermeister als Vorsitzendem.
Vorsitz:
- Franz Lehnert

Ordentliche Mitglieder:
1. Hermann Barten
2. Günter Klassen
3. Ulrike Klassen
4. Franz Lehnert
5. Darius Paulus
6. Martin Paulus
7. Markus Schlösser-Paulus
8. Karin Wieczorek

### Bürgermeister
Franz Lehnert wurde am 4. Juli 2024 Ortsbürgermeister von Breit. Da bei der Direktwahl am 9. Juni 2024 kein Wahlvorschlag eingereicht wurde, erfolgte die Neuwahl des Bürgermeisters gemäß Gemeindeordnung durch den Rat.
Durch die Wahl von Franz Lehnert endete eine Vakanz, die 2022 dazu geführt hatte, dass die Kommunalaufsicht die Bürgermeisterin der Verbandsgemeinde Thalfang am Erbeskopf, Vera Höfner, als Beauftragte bestellt hatte, um die Amtsgeschäfte fortzuführen. Der frühere Ortsbürgermeister Christian Stein war zur Kommunalwahl 2019 nicht erneut angetreten und hatte das Amt zum 30. Juni 2019 niedergelegt. Mit Christine Paulußen konnte im November 2019 eine Nachfolgerin gefunden werden, die jedoch ihr Amt mit Wirkung zum 31. März 2022 aus persönlichen Gründen vorzeitig niederlegte. Da nachfolgend weder für eine angesetzte Direktwahl ein Vorschlag eingereicht wurde, noch der Rat einen Kandidaten fand, blieb die Position zunächst vakant.

## Kultur und Sehenswürdigkeiten

### Kapelle St. Cosmas und Damian
Die Kapelle wurde im 14. Jhd. als Filialkirche der Pfarrei Dezem in Breit errichtet. Breit, Heidenburg, Naurath, Schönberg und Neunkirchen gehörten zur Pfarrei Dezem im Landkapitel Piesport, im Oberstift Trier, des alten Erzbistums Trier (bis 1802). In einer Urkunde, aus dem Jahre 633, schenkte Dagobert I., König der Franken, den Ort Budel(i)acum (Büdlich) mit umliegenden Dörfern der Abtei St. Maximin in Trier. Die Zugehörigkeit von Breit zu St. Maximin gilt als sicher seit 893, da damals König Arnulf von Lothringen den gesamten Königshof der Abtei schenkte, was Karl III. von Lothringen 912 der Abtei Maximin bestätigte. 1574 erhob Erzbischof Johann von der Fels Büdlich zur Pfarrei, mit Breit, Naurath, Neunkirchen und Schönberg als Filialen. Letztere Filiale wurde 1701 selbständige Pfarrei, mit der Filiale Neunkirchen. Um das Jahr 1700 war die alte Kapelle baufällig geworden, errichtete man an ihrer Stelle den jetzigen Bau. Als Baumaterial wurde der ortsüblichen Bruchschiefer verwendet. Lediglich die Fenster, die etwas kleiner waren als die jetzigen, waren aus Fachwerk errichtet. Ein Novum war der im Grundriss quadratische Dachreiter, mit zwei Glocken, über dem dreiseitig geschlossenen Chorraum, der von einem Balken über dem Altar gestützt wurde. Der barocke Altar, stand auf einer bruchsteinernen Mensa mit einem Reliquiengrab, das jedoch leer blieb. Der Aufbau war aus Holz, mit einer Nische für eine Christusstatue, die später durch ein Kruzifix ersetzt wurde; auf den Seitenpodesten standen die Figuren der Hl. Cosmas und Damian. Im Jahre 1863 wurde die Kapelle erweitert, neue größere, rundgeschlossene Fenster und eine Empore wurden eingebaut. Eine umfassende letzte Renovierung fand 1996–1997 statt.

### Naturdenkmal
In Breit steht der Kugelbaum, eine etwa 200 Jahre alte Eiche.

### Vereine
Örtlicher Sportverein ist der FC Büdlich-Breit-Naurath, weiter gibt es einen Musikverein, einen Kirchenchor, einen Theaterverein sowie den Förderverein der Freiwilligen Feuerwehr Breit.

### Wanderweg
An Breit vorbei führt der Ausoniusweg. Eine Wanderstrecke, welche von Trier nach Bingen führt und nach dem römischen Dichter und Staatsbeamten Decimus Magnus Ausonius benannt ist, welcher zwischen 365 und 368 n. Chr. die Gegend bereiste und beschrieb.

## Wirtschaft und Infrastruktur
Breit ist als Haufendorf strukturiert.
Durch Breit verläuft die Kreisstraße 75. Überregionale Verkehrsanbindung bildet die Autobahnauffahrt Mehring (A1) in einer Entfernung von etwa 8 km. Die nächste Bahnstation ist Trier Hauptbahnhof, die nach ca. 25 km ab Breit erreichbar ist.